# Miralem Pjanić
Miralem Pjanić (ur. 2 kwietnia 1990 w Tuzli) – bośniacki piłkarz występujący na pozycji pomocnika. W latach 2008–2024 wielokrotny reprezentant Bośni i Hercegowiny. Uczestnik Mistrzostw Świata 2014. W przeszłości występował w takich klubach jak AS Roma, Juventus F.C. czy FC Barcelona.

## Dzieciństwo
Gdy Miralem Pjanić miał rok, jego ojciec Fahrudin zdecydował się na wyjazd do Luksemburga z powodu wybuchu wojny w Jugosławii. Po opuszczeniu kraju podpisał kontrakt z jednym z tamtejszych klubów (w Jugosławii grał najwyżej na drugim poziomie rozgrywkowym). Rodzice, a także brat i siostra piłkarza, wciąż mieszkają w Luksemburgu, z kolei dziadkowie zawodnika mieszkają w Bośni. Posługuje się biegle pięcioma językami obcymi: luksemburskim, francuskim, angielskim, niemieckim i włoskim.
Jest muzułmaninem.

## Kariera klubowa
Karierę rozpoczął w 1997 w luksemburskim Schifflange 95. W 2004 trafił do FC Metz, a w 2006 podpisał pięcioletni kontrakt z tym klubem. Początkowo grał w zespole U-16, ale w 2007 został włączony do pierwszego zespołu tego klubu.
Dobrą grą we francuskim zespole zwrócił na siebie uwagę wielkich klubów z Anglii, Niemiec, Hiszpanii i Włoch. Zdecydował się jednak pozostać we Francji i przeszedł do mistrza kraju Olympique Lyon za kwotę 7,5 mln euro. 31 sierpnia 2011 trafił do AS Roma, z którym podpisał czteroletni kontrakt. 13 czerwca 2016 roku podpisał pięcioletni kontrakt z Juventusem. Kwota odstępnego wyniosła 32 mln euro. 2 września 2021 przeniósł się do hiszpańskiej Barcelony. Po roku w Barcelonie, 7 września 2022 podpisał kontrakt z Sharjah FC. 
26 września 2024 piłkarz podpisał kontrakt z CSKA Moskwa.

## Kariera reprezentacja
Posiada także obywatelstwo luksemburskie oraz francuskie. Reprezentował Luksemburg w kategoriach juniorskich, lecz w 2007 zdecydował się grać dla Bośni i Hercegowiny.

## Statystyki kariery
Stan na 25 kwietnia 2022
| Klub               | Sezon              | Liga               | Liga  | Liga | Puchar kraju | Puchar kraju | Puchar ligi | Puchar ligi | Kontynentalne | Kontynentalne | Inne  | Inne | Suma  | Suma |
| Klub               | Sezon              | Liga               | Mecze | Gole | Mecze        | Gole         | Mecze       | Gole        | Mecze         | Gole          | Mecze | Gole | Mecze | Gole |
| ------------------ | ------------------ | ------------------ | ----- | ---- | ------------ | ------------ | ----------- | ----------- | ------------- | ------------- | ----- | ---- | ----- | ---- |
| FC Metz            | 2007/08            | Ligue 1            | 32    | 4    | 4            | 1            | 2           | 0           | –             | –             | –     | –    | 38    | 5    |
| Olympique Lyon     | 2008/09            | Ligue 1            | 20    | 0    | 2            | 0            | 0           | 0           | 1             | 0             | 1     | 0    | 24    | 0    |
| Olympique Lyon     | 2009/10            | Ligue 1            | 37    | 6    | 0            | 0            | 2           | 0           | 14            | 5             | –     | –    | 53    | 11   |
| Olympique Lyon     | 2010/11            | Ligue 1            | 30    | 3    | 0            | 0            | 1           | 0           | 8             | 1             | –     | –    | 39    | 4    |
| Olympique Lyon     | 2011/12            | Ligue 1            | 3     | 1    | 0            | 0            | 0           | 0           | 2             | 0             | –     | –    | 5     | 1    |
| Olympique Lyon     | Ogólnie            | Ogólnie            | 90    | 10   | 2            | 0            | 3           | 0           | 25            | 6             | 1     | 0    | 121   | 16   |
| AS Roma            | 2011/12            | Serie A            | 30    | 3    | 1            | 0            | –           | –           | –             | –             | –     | –    | 31    | 3    |
| AS Roma            | 2012/13            | Serie A            | 27    | 3    | 2            | 1            | –           | –           | –             | –             | –     | –    | 29    | 4    |
| AS Roma            | 2013/14            | Serie A            | 35    | 6    | 3            | 0            | –           | –           | –             | –             | –     | –    | 38    | 6    |
| AS Roma            | 2014/15            | Serie A            | 34    | 5    | 2            | 0            | –           | –           | 10            | 0             | –     | –    | 46    | 5    |
| AS Roma            | 2015/16            | Serie A            | 33    | 10   | 1            | 0            | –           | –           | 7             | 2             | –     | –    | 41    | 12   |
| AS Roma            | Ogólnie            | Ogólnie            | 159   | 27   | 9            | 1            | –           | –           | 17            | 2             | –     | –    | 185   | 30   |
| Juventus FC        | 2016/17            | Serie A            | 30    | 5    | 4            | 2            | –           | –           | 12            | 1             | 1     | 0    | 47    | 8    |
| Juventus FC        | 2017/18            | Serie A            | 31    | 5    | 4            | 1            | –           | –           | 8             | 1             | 1     | 0    | 44    | 7    |
| Juventus FC        | 2018/19            | Serie A            | 31    | 2    | 2            | 0            | –           | –           | 10            | 2             | 1     | 0    | 44    | 4    |
| Juventus FC        | 2019/20            | Serie A            | 30    | 3    | 4            | 0            | –           | –           | 8             | 0             | 1     | 0    | 43    | 3    |
| Juventus FC        | Ogólnie            | Ogólnie            | 122   | 15   | 14           | 3            | –           | –           | 38            | 4             | 4     | 0    | 178   | 22   |
| FC Barcelona       | 2020/21            | Primera División   | 19    | 0    | 1            | 0            | –           | –           | 8             | 0             | 2     | 0    | 30    | 0    |
| Beşiktaş (wyp.)    | 2021/22            | Süper Lig          | 20    | 0    | 2            | 0            |             |             | 3             | 0             | 1     | 0    | 26    | 0    |
| Ogólnie w karierze | Ogólnie w karierze | Ogólnie w karierze | 442   | 56   | 32           | 5            | 5           | 0           | 91            | 12            | 8     | 0    | 578   | 73   |

## Sukcesy

### Juventus
- Mistrzostwo Włoch: 2016/2017, 2017/2018
- Puchar Włoch: 2016/2017, 2017/2018
- Superpuchar Włoch: 2018

### FC Barcelona
- Puchar Króla: 2020/2021

### Indywidualne
- Najlepszy asystent Serie A: 2015/2016 (12 asyst)[c]
- Jedenastka sezonu Serie A: 2015/2016[15]